# Octochaetus thomasi
Octochaetus thomasi är en ringmaskart som beskrevs av Frank Evers Beddard 1892. Octochaetus thomasi ingår i släktet Octochaetus och familjen Acanthodrilidae. Inga underarter finns listade i Catalogue of Life.